# 134292 Edwardhall
134292 Edwardhall este o planetă minoră (asteroid) din centura de asteroizi. A fost descoperită pe 20 februarie 2006 la Mount Lemmon⁠(d) de Mount Lemmon Survey⁠(d). 
Obiectul prezintă o orbită caracterizată de o semiaxă mare de 2,1976782595834 UAi, o excentricitate de 0,086065186238826, o înclinație de 6,4304973359744 ° în raport cu ecliptica.